# Thomas Bissuel
Thomas Bissuel (Francia, 3 de diciembre de 1986) es un árbitro internacional de baloncesto. Adscrito a la Fédération Française de BasketBall (FFBB), dirige en la Betclic Élite y forma parte del panel de oficiales de EuroLeague Basketball (Euroliga y EuroCup), figurando en el listado oficial de la organización.

## Trayectoria
Se formó en el arbitraje francés y dio sus primeros pasos hace más de dos décadas, como relató en una entrevista de la FFBB/TousArbitres, donde también se destaca su pertenencia a la Betclic Élite y al colectivo de EuroLeague Basketball. En la LNB es un habitual de la temporada regular y fases finales; por ejemplo, figura en las designaciones de la J26 de 2024–25 y en semifinales de los playoffs 2025.

## Euroliga y EuroCup
- Euroliga: 2023–24 – presente (en actas y listado oficial).[6][7]
- EuroCup: 2022–23 – presente (primeras designaciones documentadas).[8][9][10]

Partidos destacados (selección)
- EuroCup 2024–25 – Final (Juego 1): Hapoel Tel Aviv – Dreamland Gran Canaria (08/04/2025, Samokov). Árbitros: Damir Javor, Gytis Vilius, Thomas Bissuel.[11]
- Euroliga RS 2024–25: Crvena Zvezda – Virtus (06/12/2024). Árbitros: Carlos Peruga, Seffi Shemmesh, Thomas Bissuel.[12]
- Euroliga RS 2023–24: ALBA Berlin – Valencia (01/02/2024). Árbitros: C. Paternicò, Mehdi Difallah, T. Bissuel.[13]

## Francia (LNB)
Árbitro principal en la Betclic Élite, con presencia continuada en liga regular, Leaders Cup y playoffs. Ejemplos: designado en la J26 2024–25 y seleccionado entre los 14 árbitros de la Leaders Cup 2025 (Caen).